# Thomas Hoff
Thomas John "Tom" Hoff, född 9 juni 1973 i Chicago, är en amerikansk volleybollspelare. Hoff blev olympisk guldmedaljör i volleyboll vid sommarspelen 2008 i Peking.